# Nhóm carbon
Nhóm carbon hay nhóm nguyên tố 14 là một nhóm trong bảng tuần hoàn gồm các nguyên tố carbon (C), silic (Si), germani (Ge), thiếc (Sn), chì (Pb) và flerovi (Fl). Nhóm này nằm trong khối p.
Trong ký hiệu IUPAC hiện đại, nó được gọi là nhóm 14. Trong lĩnh vực vật lý bán dẫn, nó vẫn được gọi phổ biến là nhóm IV.

## Đặc điểm

### Tính chất hóa học
Giống như các nhóm khác, các nguyên tố thuộc nhóm này thể hiện các kiểu cấu hình electron tương tự nhau, đặc biệt là ở lớp vỏ ngoài cùng, dẫn đến xu hướng hoạt động hóa học tương tự nhau.
| Z   | Nguyên tố | Electron trên mỗi lớp vỏ          |
| --- | --------- | --------------------------------- |
| 6   | Carbon    | 2, 4                              |
| 14  | Silic     | 2, 8, 4                           |
| 32  | Germani   | 2, 8, 18, 4                       |
| 50  | Thiếc     | 2, 8, 18, 18, 4                   |
| 82  | Chì       | 2, 8, 18, 32, 18, 4               |
| 114 | Flerovi   | 2, 8, 18, 32, 32, 18, 4 (dự đoán) |

Mỗi nguyên tố trong nhóm này có 4 electron ở lớp vỏ ngoài. Một nguyên tử nhóm 14 trung tính, cô lập có cấu hình s2 p2 ở trạng thái cơ bản. Những nguyên tố này, đặc biệt là carbon và silic, có xu hướng liên kết cộng hóa trị mạnh mẽ, thường tạo ra lớp vỏ ngoài với 8 electron. Đối với các liên kết đơn, một sự sắp xếp điển hình thường có bốn cặp electron sp3, mặc dù cũng tồn tại những trường hợp khác, chẳng hạn như ba cặp sp2 ở graphen và than chì. Liên kết đôi là đặc trưng của carbon (alken, CO2,...); tương tự đối với các hệ π nói chung. Xu hướng mất electron tăng lên khi kích thước của nguyên tử tăng lên, cũng như khi số nguyên tử tăng lên. Riêng carbon tạo thành các ion âm, ở dạng ion carbide (C4−). Silic và germani, cả hai đều là á kim, có thể tạo thành ion +4. Thiếc và chì đều là kim loại, trong khi flerovi là một nguyên tố tổng hợp, có tính phóng xạ (chu kỳ bán rã của nó rất ngắn, chỉ 1,9 giây) có thể có một số tính chất giống khí hiếm, mặc dù rất có thể nó vẫn là một kim loại yếu. Thiếc và chì đều có khả năng tạo thành ion +2. Mặc dù về mặt hóa học, thiếc là một kim loại, nhưng dạng thù hình α của nó trông giống germani hơn là kim loại và nó là một chất dẫn điện kém.
Carbon tạo thành các tetrahalide với tất cả các halogen. Carbon cũng tạo thành nhiều oxide như carbon monoxide, carbon suboxide và carbon dioxide. Carbon cũng tạo thành nhiều disulfide và diselenide.
Silic tạo thành một số hydride; hai trong số đó là SiH4 và Si2H6. Silic tạo thành các tetrahalide với fluor, chlor, brom và iod. Silic cũng tạo thành một dioxide và một disulfide. Silic nitride có công thức hóa học là Si3N4.
Germani tạo thành năm hydride. Hai hydride germani đầu tiên là GeH4 và Ge2H6. Germani tạo thành các tetrahalide với tất cả các halogen, trừ astatin, và tạo thành các dihalide với tất cả các halogen trừ brom và astatin. Germani liên kết với tất cả các nguyên tố nhóm 16 đơn lẻ trong tự nhiên ngoại trừ poloni. Germani cũng tạo thành các dioxide, disulfide và diselenide. Germani nitride có công thức hóa học là Ge3N4.
Thiếc tạo thành hai hydride: SnH4 và Sn2H6. Thiếc tạo thành các dihalide và tetrahalide với tất cả các halogen ngoại trừ astatin. Thiếc cũng tạo thành các chalcogenide với một trong số các nguyên tố nhóm 16 tồn tại tự nhiên, ngoại trừ poloni và teluri.
Chì tạo thành một hydride có công thức hóa học là PbH4. Chì cũng tạo thành các dihalide và tetrahalide với fluor và chlor, đồng thời tạo thành một dibromide và diiodide, mặc dù tetrabromide và tetraiodide của chì không ổn định. Chì tạo thành bốn oxide, một sulfide, một selenide, và một teluride.
Không có hợp chất nào được biết đến của flerovi.

### Tính chất vật lý
| Nguyên tố | Nguyên tử khối | D (kg/m³)     | Độ cứng    | Độ dẫn điện (S/m) | Độ âm điện |
| Carbon    | 12,011         | 2.250 - 3.510 | 0,5 - 10,0 | 10−4 - 3.106      | 2,5        |
| Silic     | 28,086         | 2.330         | 6,5        | 2,52.10−4         | 1,7        |
| Germani   | 72,59          | 5.323         | 6          | 1,45              | 2,0        |
| Thiếc     | 118,71         | 7.310         | 1,5        | 9,17·106          | ?          |
| Chì       | 207,2          | 11.340        | 1,5        | 4,81·106          | 1,6        |

Điểm sôi của nhóm carbon có xu hướng giảm dần theo các nguyên tố nặng hơn. Carbon, nguyên tố nhóm carbon nhẹ nhất, thăng hoa ở 3.825 °C (4.098 K). Điểm sôi của silic là 3.265 °C (3.538 K), của germani là 2.833 °C, của thiếc là 2.602 °C và của chì là 1.749 °C. Flerovi được dự đoán sôi ở -60 °C. Điểm nóng chảy của các nguyên tố nhóm carbon có xu hướng gần giống với điểm sôi của chúng. Silic nóng chảy ở 1.414 °C, germani nóng chảy ở 939 °C, thiếc nóng chảy ở 232 °C và chì nóng chảy ở 328 °C.